# Lizzie je poklad
Lizzie je poklad (v anglickém originále Thank God He Met Lizzie) je australská filmová komedie z roku 1997. Režisérkou filmu je Cherie Nowlan. Hlavní role ve filmu ztvárnili Richard Roxburgh, Cate Blanchett, Frances O’Connor, Linden Wilkinson a John Gaden.

## Obsazení
| Richard Roxburgh | Guy Jamieson  |
| Cate Blanchett   | Lizzie        |
| Frances O’Connor | Jenny         |
| Linden Wilkinson | Poppy         |
| John Gaden       | dr. O´Hara    |
| Genevieve Mooy   | paní Jamieson |
| Michael Ross     | pan Jamieson  |
| Melissa Ippolito | Catriona      |